# Stephen Brown (jésuite)
Pour les articles homonymes, voir Stephen Brown et Brown.
Compléments
Stephen Brown est fondateur d'une importante école de bibliothécaires à Dublin
Stephen James Meridith Brown, né le 24 septembre 1881 à Holywood (comté de Down, Irlande du Nord) et décédé le 8 mai 1962 à Kilcrony (Wicklow) (Irlande), était un prêtre jésuite irlandais, écrivain, bibliographe et bibliothécaire irlandais, fondateur de la Central Catholic Library (en) de Dublin.

## Biographie
Bien qu'il soit né dans le comté de Down, en Irlande du Nord, Stephen Brown passe sa jeunesse à Naas où son père est notaire et président du conseil du comté de Kildare de 1899 à 1911.
Il est scolarisé au collège jésuite de Clongowes Wood et entre au noviciat des jésuites le 4 septembre 1897. Il part ensuite étudier au Tullabeg College à cause de son mauvais état de santé. Il étudie la philosophie au scolasticat de Jersey puis est ordonné prêtre le 26 juillet 1914. Après avoir enseigné la littérature anglaise au collège de sa jeunesse - Clongowes Wood College - il est envoyé pour deux ans à Hastings, dans le sud de l'Angleterre, pour étudier les Saintes Écritures.
Il enseigne ensuite au St Patrick's College de Maynooth, puis crée une école de bibliothécaires à l'University College de Dublin, qu'il dirige durant 24 ans. En 1922, il fonde la Central Catholic Library (en) de Dublin, dont il devient par la suite le directeur. Il fait également partie du Hospital Library Council et occupe le poste de directeur à l'Académie de l'art chrétien (Academy of Christian Art). Il contribue régulièrement au journal de cette académie ainsi qu'à la rédaction du magazine Studies and The Sacred Heart Messenger, qui existe toujours aujourd'hui. Durant sept ans, il publie la revue missionnaire St. Joseph's Sheaf (« La Gerbe de Saint-Joseph »). En 1928, Brown publie The Preacher's Library (« La bibliothèque du Pasteur »), suivi d'un catalogue de romans et de contes écrits par des auteurs catholiques.
En 1953, il reçoit un certificat de membre honoraire de la part de l'Association des bibliothèques d'Irlande (en) pour sa contribution au développement de la profession de bibliothécaire dans le pays.
En dehors de son activité à la Central Catholic Library et dans d'autres bibliothèques, Stephen Brown écrit des livres, des biographies et des articles sur divers sujets jusqu'à la fin de sa vie. Il publie également des brochures et des traductions.
En septembre 1960, un grave accident de la route survenu à Londres le rend invalide. Une fracture du crâne et des blessures aux côtes le contraignent à passer quatre mois à l'hôpital Saint-Jean et Sainte-Élisabeth (en) de Londres. Dans une lettre adressée à la secrétaire de la Central Catholic Library, il écrit : « Je dois d'abord réapprendre à marcher avant de pouvoir répondre à votre aimable invitation. Je suis certain que la bibliothèque est entre de bonnes mains ». Il parvient à retourner à Dublin, mais son état ne s'améliore pas. Il meurt à Kilcrony (Wicklow) le 8 mai 1962.

## Œuvres
- A Reader's Guide to Irish Fiction, 1910
- A Guide to Books on Ireland, Talbot, Dublin, 1912
- The Question of Irish Nationality, Sealy, Bryers & Walker, Dublin, 1913
- The Realm of Poetry: An Introduction, George G. Harrap & Company Ltd, Londres, 1921
- (en) Ireland in Fiction : A Guide to Irish Novels, Tales, Romances and Folklore, Dublin, Maunsel, 1919 (rep. shannon: iup 1969) (lire en ligne) (La première édition de Ireland in Fiction (1916) est imprimée par Maunsel mais est détruite par un incendie durant l'Insurrection de Pâques)
- (en) Stephen Brown et Desmond Clarke, Ireland in Fiction : A Guide to Irish Novels, Tales, Romances and Folklore, Cork, Royal Carbery, 1985
- The Central Catholic Library. The first ten years of an Irish enterprise., 1932
- Poetry of Irish History, being a new and enlarged

edition of Historical Ballad Poetry of Ireland, ed. M. J. Brown, Talbot Press, Dublin, 1927
- Novels and Tales by Catholic Writers, Dublin, 1930
- Catholic Juvenile Literature: A Classified List, Burns, Oates & Co., Londres, 1935
- The Press in Ireland: A Survey and a Guide, Browne & Nolan, Dublin, 1937
- The Crusade for a Better World (on Riccardo Lombardi), Irish Messenger, Dublin, 1956